# Edificio Knox (Nueva York)
El Edificio Knox (en inglés: Knox Building) es un edificio histórico ubicado en Nueva York, Nueva York. El Edificio Knox se encuentra inscrito  en el Registro Nacional de Lugares Históricos desde el 3 de junio de 1982. 

## Ubicación
El Edificio Knox se encuentra dentro del condado de Nueva York en las coordenadas 40°45′08″N 73°58′57″O / 40.752222, -73.9825.